# Suresh Raina
Suresh Raina (nacido el 27 de noviembre de 1986) es un jugador de críquet de India. Él es lanzador spin derecho y bateador diestro, nació en Muradnagar, Ghaziabad, Uttar Pradesh, India.

## Vida personal
El padre de Suresh Raina es un militar retirado. Suresh Raina tiene tres hermanos mayores Dinesh Raina, Naresh Raina Raina y Mukesh y una hermana mayor Renu. Suresh Raina se casó con Priyanka Chaudhary el 3 de abril de 2015.

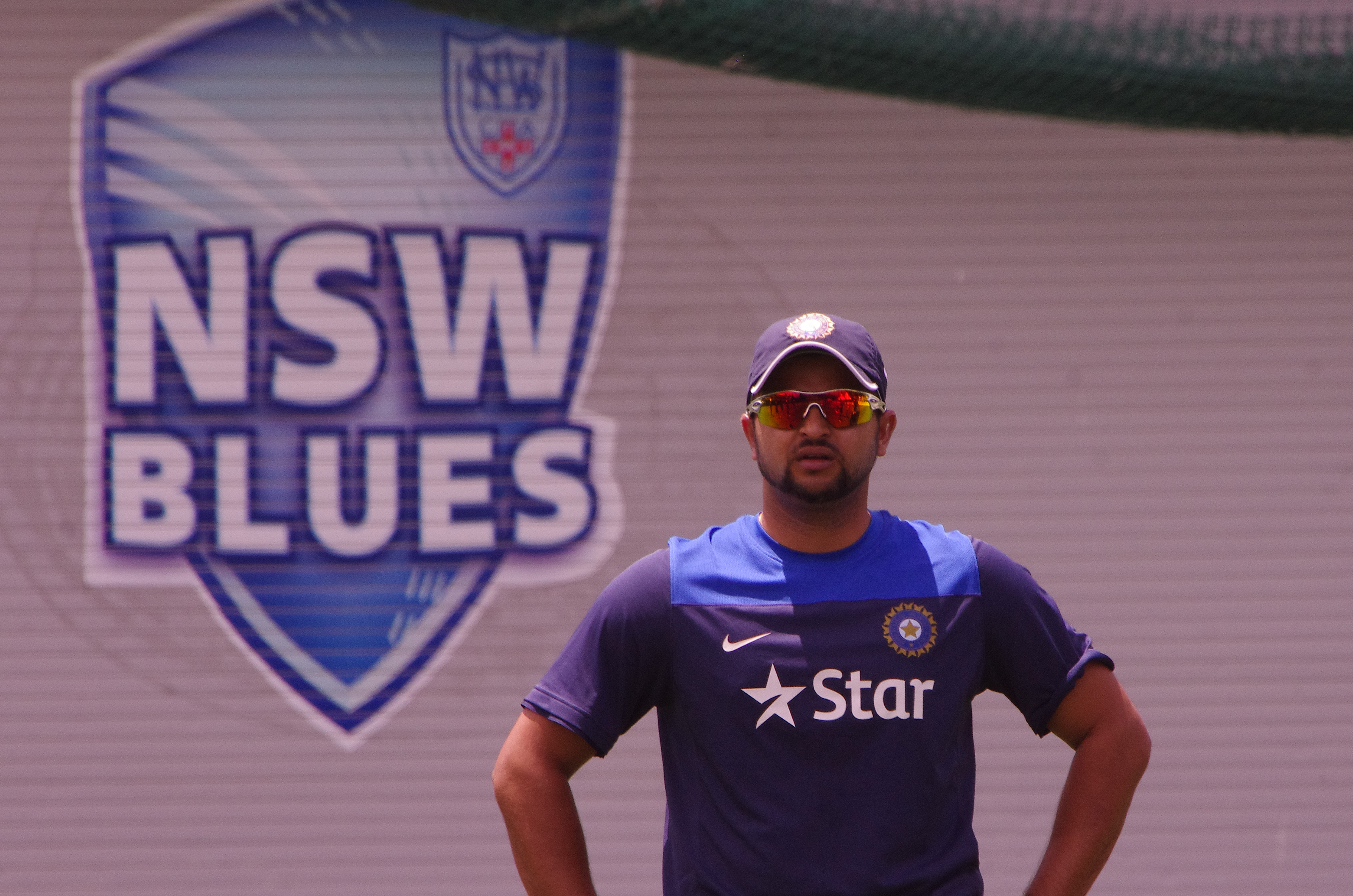
Raina en el SCG en enero el año 2015

## Carrera
Suresh Raina hizo su debut en Test en 2005 contra Sri Lanka. Para convertirse en el capitán de Uttar Pradesh Sub-16 y se dio a conocer entre los selectores de la India en 2002, cuando fue seleccionado a la edad de 15 años y medio para la gira T-19 a Inglaterra, donde hizo un par de medios centuries en Tests de la U-19. Suresh Raina juega en Uttar Pradesh, en todas las formas de criquet doméstico y es fue capitán de Gujarat en la Liga Premier India. Suresh Raina también ha capitaneado el equipo de criquet de la India y es el segundo jugador más joven en ser capitán de la India.

## Estilo de juego

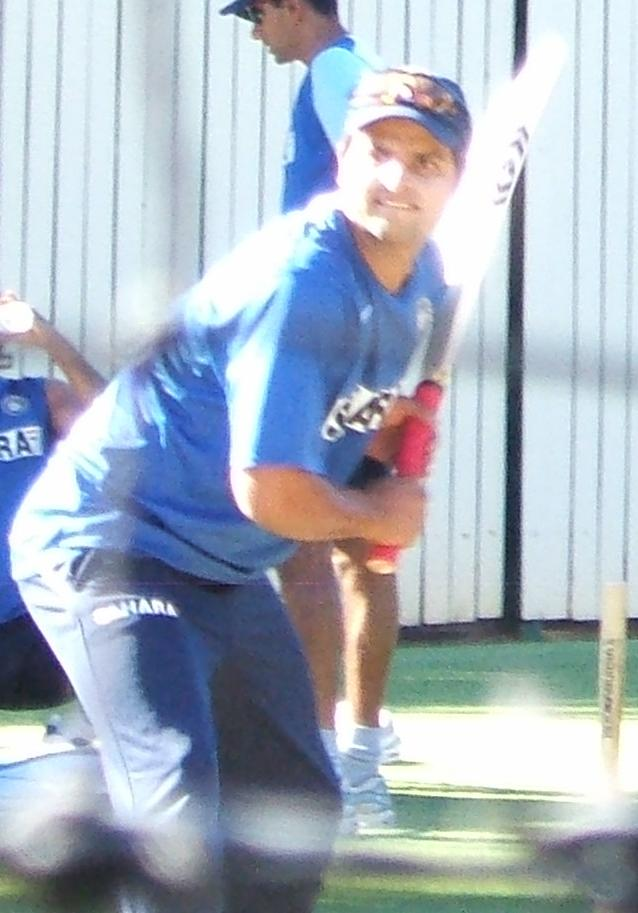
Suresh Raina bateando

Suresh es un bateador diestro de orden medio de ataque. Tuvo más éxito en cricket de overs limitados que test. Tiene debilidad por los lanzamientos cortos y a lo largo de su carrera los equipos de la oposición intentaron explotar esta debilidad. En el trofeo Ranji tuvo problemas en afrontar pelotas cortas.